# Epiphone
Epiphone je výrobce hudebních nástrojů. V současnosti funguje jako dceřiná firma společnosti Gibson Guitar Corporation. Její historie však sahá dále než do roku 1957, kdy ji Gibson koupil.

## Historie
Firma vznikla v roce 1873 ve Smyrně v Turecku. Řek Anastasios Stathopoulos zde začal vyrábět housle a loutny. V roce 1903 se přestěhoval do New Yorku a dále pokračoval ve výrobě strunných hudebních nástrojů. Anastasios zemřel v roce 1915 a firmu převzal jeho syn Epaminondas. Společnost byla známá jako The House Of Stathopoulos. Krátce po první světové válce začala společnost vyrábět banja a o pár let později byl název firmy změněn na „Epiphone Banjo Company“. Název byl odvozen od přezdívky majitele Epaminondase. Epiphone byl v této době plnohodnotným soupeřem Gibsonu.
Epi Stathopoulos zemřel v roce 1943 a správa firmy přešla na jeho bratry Orphio a Frixe. Ti bohužel nedosahovali bratrových kvalit. Společnost oslabená druhou světovou válkou začala upadat a kvůli častým stávkám musela přesídlit do Filadelfie. Nakonec ji v roce 1957 koupil její největší rival, Gibson. V následujících letech se Epiphone dokázala zvednout a znovu začít fungovat.

## Elektrické kytary
Historie elektrických kytar Epiphone se začala psát už roku 1928. Velký úspěch však společnost zaznamenala až pod vedením Gibsonu s modelem Casino. Casino svým zvukem a nastavením odpovídalo modelu Gibson ES-330. Casino je kytara s „heavy“ zvukem a je to velice dobrá rytmická kytara. Prvním ze slavných uživatelů byl Paul McCartney a John Lennon s George Harrisonem brzo následovali jeho příkladu. Paul McCartney Casino používá dodnes.

## Současná situace
Epiphone má status dceřiné firmy Gibson. Díky tomuto vztahu mnoho jejích nástrojů vypadá stejně jako dražší verze Gibson – (jako jediná vyrábí licencované kopie).
Epiphone stále vyrábí svou vlastní řadu archtop kytar a zesilovačů.

## Kytary vyráběné společností Epiphone

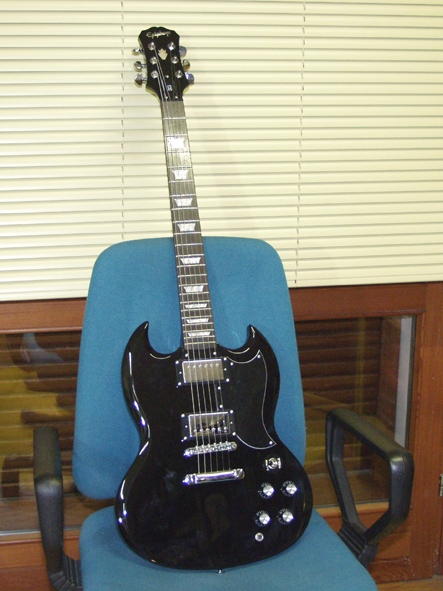
Epiphone SG G400

## Kopie Gibson
- The Explorer
- Několik verzí SG kytar včetně G400, G310, SG special, SG custom
- Zhruba 20 verzí modelu Les Paul
- The Dot (také The Dot studio)
- The Flying-V
- The Firebird
- The Thunderbird
- The Blackbird
- The ES-175
- The EDS-1275 Dual-neck
- The Hummingbird
- The LP-100
- Epiphone Tom DeLonge ES-333

## Vlastní modely
- Několik verzí Sheraton
- Několik verzí Casino
- The Riviera
- The Broadway
- The Emperor Regent
- Několik verzí Zephyr
  - Zephyr Blues Deluxe
  - Zephyr Regent
- The Supernova
- The Wildkat
- The EM-2
- The Wilshire
- The Alleykat
- Nick Valensi Riviera P-94
- The Viola Bass
- Jack Casady Bass
- The Coronet
- Epiphone Wilshire
- Graveyard Disciple